# Vincent du Vigneaud Award
Der Vincent du Vigneaud Award wird von der American Peptide Society alle zwei Jahre für die herausragende Leistungen eines Wissenschaftlers in der Chemie der Peptide verliehen, der in der Mitte seiner Karriere steht. Er ist nach dem amerikanischen Biochemiker und Nobelpreisträger Vincent du Vigneaud benannt und wird seit 1984 auf dem alle zwei Jahre stattfindenden Symposium der Gesellschaft verliehen.
Es gibt auch einen Doktorandenpreis gleichen Namens der Rochester University.

## Preisträger
- 1984 Richard E. Mains, Johns Hopkins University, Lila M. Gierasch, University of Delaware, Betty Sue Eipper, Johns Hopkins University
- 1986 James P. Tam, Rockefeller University, Michael Rosenblatt, Massachusetts General Hospital, Roger M. Freidinger, Merck, Sharp & Dohme
- 1988 Tomi K. Sawyer, Upjohn Company
- 1990 Jean E. Rivier, Salk Institute for Biological Studies, Daniel H. Rich, University of Wisconsin at Madison
- 1992 Wylie W. Vale, Salk Institute for Biological Studies, Isabella L. Karle, Naval Research Laboratory
- 1994 Garland R. Marshall, Washington University, St. Louis (Medical School), George Barany, University of Minnesota at Minneapolis
- 1996 Richard G. Hiskey, University of North Carolina at Chapel Hill, Arthur M. Felix, Hoffmann-La Roche
- 1998  James A. Wells, Genentech, Peter W. Schiller, Clinical Research Institute of Montreal
- 2000 Richard A. Houghten, Torrey Pines Institute for Molecular Studies, Charles M. Deber, University of Toronto
- 2002 Horst Kessler, TU München
- 2004 Robert Hodges, University of Colorado (School of Medicine), Dieter Seebach, ETH Zürich
- 2006 Barbara Imperiali, MIT, Samuel H. Gellman, University of Wisconsin
- 2008 Thomas W. Muir, Rockefeller University
- 2010 Rhesa Ghadiri und Philip E. Dawson, Scripps Research Institute
- 2011 Morten P. Meldal, Carlsberg Laboratories, Kopenhagen, Fernando Albericio, University of Barcelona
- 2013 Kit Sang Lam, University of California, Davis (School of Medicine), Michael Chorev, Harvard Medical School
- 2015 David Craik, University of Queensland, Jean Chmielewski, Purdue University
- 2017 Wilfred van der Donk, University of Illinois at Urbana-Champaign, Ronald Raines, University of Wisconsin at Madison
- 2019 Annette Beck-Sickinger, Universität Leipzig, Hiroaki Suga, Universität Tokio
- 2021 Alanna Schepartz, University of California, Berkeley, Joel Schneider, Center for Cancer Research, National Cancer Institute
- 2023 Helma Wennemers, ETH Zürich, Marcey Waters, University of North Carolina at Chapel Hill
- 2025 Ashraf Brik, Technion, Dek Woolfson, University of Bristol